# Hans-Ulrich Back
Hans-Ulrich Back (26 de agosto de 1896 - 14 de febrero de 1976) fue un general alemán en la Wehrmacht durante la II Guerra Mundial quien sirvió en varios mandos divisionales. Recibió la Cruz de Caballero de la Cruz de Hierro de la Alemania Nazi.

## Primera Guerra Mundial
El 4 de agosto de 1914, Hans-Ulrich Back se unió al ejército alemán como voluntario Fahnenjunker. El 19 de octubre fue seleccionado como Fahnenjunker en el 1.º Regimiento de Infantería de Hannover No. 74 del Ejército Imperial. El 30 de julio de 1915, fue promovido a teniente. Fue al frente de este regimiento donde vio combate y fue herido varias veces en los siguientes tres años de guerra. Por sus heridas recibió la Medalla de herido en Plata. Recibió otras muchas condecoraciones, incluyendo las dos Cruces de Hierro, por sus logros durante la guerra.

## Periodo de entreguerras
Inmediatamente después de la guerra fue transferido al Freikorps en el  Reichswehr. Pronto fue utilizado en el ejército de transición en la primavera de 1920 en el Regimiento de Infantería del Reichswehr No. 19 donde, el 30 de junio de 1920, fue licenciado del servicio activo. Recibió el rango de teniente primero antes de ser dado de baja.
Poco después de su baja del ahora reducido Ejército alemán, fue transferido a la policía, donde el 20 de junio de 1921, fue promovido a teniente coronel. El 30 de junio de 1926 fue promovido de nuevo a capitán de la policía. En otoño de 1935, hizo el cambio de nuevo a la Wehrmacht, que estaba de nuevo siendo ampliada. Se unió al 60.º Regimiento de Infantería donde, el 1 de enero de 1936, fue promovido a mayor. El 12 de octubre de 1937, fue transferido al 4.º Regimiento de Rifles de Caballería. Al año siguiente, el 1 de febrero de 1938, fue seleccionado comandante del 1.º Batallón del Regimiento de Rifles No. 2. Exactamente un año después, el 1 de febrero de 1939, fue promovido a teniente coronel, y fue comisionado para el liderazgo del Regimiento de Rifles No. 2 dentro de la 2.ª División Panzer. Aquí es donde permanecería hasta el inicio de la Segunda Guerra Mundial.

## Segunda Guerra Mundial
Durante la campaña polaca, Back recibió las llaves para sus Cruces de Hierro. Después retornó al 1.º Batallón, del que había sido comandante el año anterior. En la primavera de 1940 lideró el 1.º Batallón a través de Bélgica y Francia en la campaña occidental, y recibió la Cruz de Caballero de la Cruz de Hierro en agosto, siendo días después reasignado al 304.º Regimiento de Rifles. Ganó su previa Cruz de Hierro por la captura del Puente del Somme en Francia.
Ahora en el 304.º Regimiento de Rifles, tomó parte en la Campaña balcánica y contribuyó en la invasión del sur de Rusia, fue redesplegado en la Rusia Central, y fue promovido a coronel para el 1 de enero de 1942. Fue reasignado ese mismo año y vio muchos nombramientos incluyendo la 11.ª Brigada de Granaderos Panzer, Comandante de Tropas Rápidas XVII, 16.ª División Panzer, comandante de las Panzertruppen X, la 178.ª División Panzer y la 232.ª División Panzer, donde fue promovido a mayor general. El 28 de marzo de 1945, fue gravemente herido en el río Raab en Hungría. Su tiempo de recuperación sobrepasó a su tiempo de arresto por tropas de ocupación.

## Condecoraciones
- Cruz de Caballero de la Cruz de Hierro el 5 de agosto de 1940 como Oberstleutnant y comandante del I./Schützen-Regiment 2[1]